# Franjo Filipović (hrvatski general)
Franjo Filipović (Lički Novi kraj Gospića, 12. listopada 1820. — Beč, 8. lipnja 1903.)., hrvatski visoki vojni časnik u austrijskoj vojsci. Došao do čina podmaršala. Mlađi brat generala Josipa.

## Životopis
Rodio se je u Novome kraj Gospića. Izobrazbu stekao u vojnoj školi u Tullnu, a 1836. kao kadet stupio u vojnu službu. God. 1839. postao potporučnik, 1844. poručnik, 1848. natporučnik, 1854. potpukovnik, 1856. pukovnik, 1862. general bojnik, 1865. podmaršal. Sudjelovao je 1859. u talijanskoj vojni i bitci kraj kraj Solferina; 1861. premješten je za brigadira u Zadar; 1862. imenovan zapovjednikom brigade i tvrđave u Dubrovniku, a 1865. carskim namjesnikom za Dalmaciju. Kao namjesnik suprotstavljao se austrijskoj politici oslonca na autonomaše, zbog čega je 1868. bio opozvan i 1869. premješten za divizionara i vojnog zapovjednika u Košice. God. 1877. imenovan vlasnikom 70. petrovaradinske pješačke pukovnije i postao generalom topništva i zapovijedajući general u Moravskoj i Šleskoj sa sjedištem u Brnu. Iste godine premješten u Zagreb; 1878. pomogao bratu Josipu pri zaposjedanju BiH, a 1881. bio umirovljen.